# (10229) 1997 WR3
1997 دابليو أر 3 (ويعرف أيضًا باسم (10229) 1997 دابليو أر 3 وفق تسمية الكوكب الصغير) (بالإنجليزية: 1997 WR3)‏ هو كويكب ضمن حزام الكويكبات؛ وترتيبه 10229 من حيث الاكتشاف.
اكتُشف هذا الجُرم الفلكي بواسطة تاكيشي أوراتا ‏ في 19 نوفمبر 1997.

## وصلات خارجية
- (10229) 1997 WR3 في قاعدة بيانات مختبر الدفع النفاث لأجرام النظام الشمسي الصغيرة

- الاكتشاف · مخطط المدار ·  العناصر المدارية · المعلمات المادية

- (10229) 1997 WR3 على موقع ويكي سكاي: DSS2, SDSS, GALEX, IRAS, Hydrogen α, X-Ray, Astrophoto, Sky Map, Articles and images